# Ceratosolen arabicus
Ceratosolen arabicus är en stekelart som beskrevs av Mayr 1906. Ceratosolen arabicus ingår i släktet Ceratosolen och familjen fikonsteklar. Inga underarter finns listade i Catalogue of Life.